# Your Little Secret
Your Little Secret is een nummer van de Amerikaanse zangeres Melissa Etheridge uit 1995. Het is de eerste single van haar gelijknamige vijfde studioalbum.
Het rocknummer had het meeste succes in Canada, Australië en Nederland. In de Nederlandse Top 40 bereikte het een bescheiden 36e positie.